# Hymenaster pudicus
Hymenaster pudicus är en sjöstjärneart som beskrevs av Jean Baptiste François René Koehler 1920. Hymenaster pudicus ingår i släktet Hymenaster och familjen knubbsjöstjärnor. Inga underarter finns listade i Catalogue of Life.